# Битюкова, Виктория Расуловна
Виктория Расуловна Битюкова (род. 9 июля 1965) — российский экономико-географ, профессор географического факультета Московского государственного университета имени М. В. Ломоносова. Доктор географических наук, профессор.
Автор ряда методик по оценке антропогенного воздействия на окружающую среду, а также уникального экологического рейтинга всех 1117 городов России. Её научные разработки регулярно используются в докладах Минприроды России, а также при составлении стратегий регионального развития.

## Биография
Родилась 9 июля 1965 года.
В 1987 году окончила географический факультет МГУ имени М. В. Ломоносова.
В 1996 году защитила кандидатскую диссертацию по теме «Социально-экологические проблемы развития городских территорий: на примере Москвы».
В 2001 году присвоено ученое звание доцента.
В 2014 году защитила докторскую диссертацию по теме «Экономико-географическая оценка экологических последствий трансформации территориально-отраслевой структуры хозяйства России в 1990—2012 гг.».
С 2001 года — доцент кафедры экономической и социальной географии России МГУ имени М. В. Ломоносова.
С 2012 года — заведующая кафедрой экологии и природопользования Казахстанского филиала МГУ имени М. В. Ломоносова.
С 2014 года — профессор кафедры экономической и социальной географии России МГУ имени М. В. Ломоносова.
С 2019 года — председатель диссертационного совета по специальности 25.00.24 «Экономическая, социальная, политическая и рекреационная география» при географическом факультете МГУ имени М. В. Ломоносова.
Член диссертационных советов при Институте географии РАН и географическом факультете МГУ имени М. В. Ломоносова (в 2017—2018 гг. — зам. председателя), член редколлегии научного журнала «Региональные исследования», действительный член Русского географического общества.

## Вклад в науку
Является автором более 180 научных работ, учебников и учебных пособий в области экологии города, экологии промышленности, экологических проблем регионального развития, экономико-географических проблем развития городов и регионов России, в том числе десяти учебных пособий и шести научных монографий: «Эволюция экологической ситуации в регионах России», «Московский столичный регион на рубеже веков: новейшая история и пути развития», «Предпринимательский климат регионов России», «Экология города», «Экология Москвы: прошлое, настоящее и будущее», «Социально-экономическая география России», «Курс экономической теории», «Основы национальной экономики» и др. Многие работы опубликованы на английском, немецком и польском языках.

## Награды
В 2011 году награждена Почетной грамотой с памятной медалью Казахстанского филиала МГУ имени М. В. Ломоносова.
В 2013 году награждена Благодарностью ректора за многолетнюю трудовую деятельность на благо Московского университета, совершенствование учебного процесса, развитие научных исследований, большой вклад в организацию подготовки высококвалифицированных специалистов и в связи с 75-летием со дня создания географического факультета
В 2014 году награждена Благодарственным письмом Русского географического общества
В 2015 года в составе коллектива авторов учебника «Россия: социально-экономическая география» стала лауреатом Премии имени Н. Н. Баранского Ассоциации российских географов-обществоведов.
В 2018 году стала лауреатом Национальной премии «Хрустальный компас» в коллективе авторов Экологического атласа России.

## Научные труды
- Социально-экологические проблемы развития городов России. Изд.4, испр. и доп. М.: ЛЕНАНД, 2019. 456 с.
- Битюкова В. Р., Власов Д. В., Дорохова М. Ф. и др. Восток — запад Москвы: пространственный анализ социально-экологических проблем. М.: МГУ, 2016. 70 с.
- Касимов Н. С., Битюкова В. Р., Малхазова С. М. и др. Регионы и города России: интегральная оценка экологического состояния / под ред. Н. С. Касимова. М.: МГУ, 2014. 560 с.
- Бабурин В. Л., Битюкова В. Р., Казьмин М. А., Махрова А. Г. Московский столичный регион на рубеже веков: новейшая история и пути развития. Смоленск: Ойкумена, 2003. 184 с.
- Битюкова В. Р., Глушкова В. Г., Ратанова М. П. Экология Москвы: прошлое, настоящее и будущее. М.: КТКИСМИ Правительства Москвы, 1998. 258 с.